# Falmouth (ort i Australien)
Falmouth är en ort i Australien. Den ligger i kommunen Break O'Day och delstaten Tasmanien, i den sydöstra delen av landet, omkring 170 kilometer nordost om delstatshuvudstaden Hobart. Antalet invånare är 377.
Trakten är glest befolkad. Närmaste större samhälle är Saint Marys, omkring 11 kilometer sydväst om Falmouth. Genomsnittlig årsnederbörd är 846 millimeter. Den regnigaste månaden är november, med i genomsnitt 122 mm nederbörd, och den torraste är januari, med 42 mm nederbörd.